# Sucesión del doblado regular de papel
En matemáticas, la sucesión del doblado regular de papel, también conocida como la sucesión de la curva del dragón, es una sucesión automática de ceros y unos definida como el límite del proceso siguiente:
1
1 1 0
1 1 0 1 1 0 0
1 1 0 1 1 0 0 1 1 1 0 0 1 0 0
En cada etapa se inserta una sucesión alternada de unos y ceros entre los términos de la sucesión previa. La sucesión toma su nombre del hecho que representa la sucesión de dobleces hacia la izquierda y derecha a lo largo de una tira de papel que se dobla repetidamente a la mitad en la misma dirección. Si cada doblez se abre hasta crear una esquina en ángulo recto, la forma resultante se acerca al fractal de la curva del dragón. Por ejemplo, la curva siguiente está dada por doblar una tira cuatro veces hacia la derecha y después desdoblarla para formar ángulos rectos, esto da los primeros 15 términos de la sucesión cuando 1 representa una vuelta a la derecha y 0 representa una vuelta a la izquierda.
Comenzando con n = 1, los primeros términos de la sucesión del doblado regular de papel son:
1, 1, 0, 1, 1, 0, 0, 1, 1, 1, 0, 0, 1, 0, 0, 1, ... (sucesión A014577 en OEIS)

## Propiedades
EL valor de cualquier término dado tn en la sucesión del doblado regular de papel se puede encontrar de forma recursiva de la manera siguiente. Si n = m·2k donde m es impar entonces
{\displaystyle t_{n}={\begin{cases}1&{\text{si }}m=1\mod 4\\0&{\text{si }}m=3\mod 4\end{cases}}}
Por lo tanto t12 = t3 = 0 pero t13 = 1.
La "palabra" de doblado de papel 1101100111001001..., que es creada al concatenar los términos de la sucesión de doblado regular de papel, es un punto fijo del morfismo o de las reglas de sustitución de cadenas de caracteres
11  →  1101
01  →  1001
10  →  1100
00  →  1000
de la forma siguiente:
11 → 1101 → 11011001 → 1101100111001001 → 11011001110010011101100011001001 ...
Se puede ver de las reglas anteriores que cualquier "palabra" del doblado de papel contiene a lo máximo tres ceros o unos consecutivos.
La sucesión de doblado de papel también satisface la relación de simetría:
{\displaystyle t_{n}={\begin{cases}1&{\text{si }}n=2^{k}\\1-t_{2^{k}-n}&{\text{si }}2^{k-1}<n<2^{k}\end{cases}}}
lo cual muestra que la "palabra" de doblado de papel puede ser construida como el límite de otro proceso iterado de la forma siguiente:
1
1 1 0
110 1 100
1101100 1 1100100
110110011100100 1 110110001100100
En cada iteración de este proceso, se coloca un 1 al final de la cadena de la iteración anterior, después esta cadena se repite en orden inverso, reemplazando 0 con 1 y viceversa.

## Función generadora
La función generadora de la sucesión de doblado de papel está dada por
{\displaystyle G(t_{n};x)=\sum _{n=0}^{\infty }t_{n}x^{n}\,.}
De la construcción de la sucesión de doblado de papel se puede ver que G satisface la relación funcional
{\displaystyle G(t_{n};x)=G(t_{n};x^{2})+\sum _{n=0}^{\infty }x^{4n+1}=G(t_{n};x^{2})+{\frac {x}{1-x^{4}}}\,.}

## Constante de doblado de papel
Sustituyendo x = 0.5 en la función generadora da un número real entre 0 y 1 cuya expansión binaria es la "palabra" de doblado de papel
{\displaystyle G(t_{n};{\frac {1}{2}})=\sum _{n=1}^{\infty }{\frac {t_{n}}{2^{n}}}}
Este número es conocido como la constante de doblado de papel y tiene el valor
{\displaystyle \sum _{k=0}^{\infty }{\frac {8^{2^{k}}}{2^{2^{k+2}}-1}}=0.85073618820186...} (sucesión A143347 en OEIS)

## Sucesión general de doblado de papel
La sucesión del doblado regular de papel corresponde a doblar una tira de papel consistentemente en la misma dirección. Si permitimos que la dirección de doblado varíe en cada paso obtenemos una clase más general de sucesiones. Dada una sucesión binaria (fi), podemos definir una sucesión general de doblado de papel con instrucciones de doblado (fi).
Para una palabra binaria w, sea w‡ el inverso del complemento de w.  Se define un operador Fa como
{\displaystyle F_{a}:w\mapsto waw^{\ddagger }\ }
y entonces se define a una sucesión de palabras dependiendo de (fi) por w0 = ε,
{\displaystyle w_{n}=F_{f_{1}}(F_{f_{2}}(\cdots F_{f_{n}}(\varepsilon )\cdots ))\ .}
El límite w de la sucesión wn es una sucesión de doblado de papel. La sucesión del doblado regular de papel corresponde a la sucesión de doblado fi = 1 para todo i.
Si n = m·2k, siendo m  impar, entonces
{\displaystyle t_{n}={\begin{cases}f_{j}&{\text{si }}m=1\mod 4\\1-f_{j}&{\text{si }}m=3\mod 4\end{cases}}}
lo que puede ser usado como una definición de la sucesión de doblado de papel.

### Propiedades
- Una sucesión de doblado de papel no es, en última instancia, periódica.[3]
- Una sucesión de doblado de papel es 2-automática si y solo si la sucesión de doblado es en última instancia periódica (1-automática).